# Fernando Areas Rifan

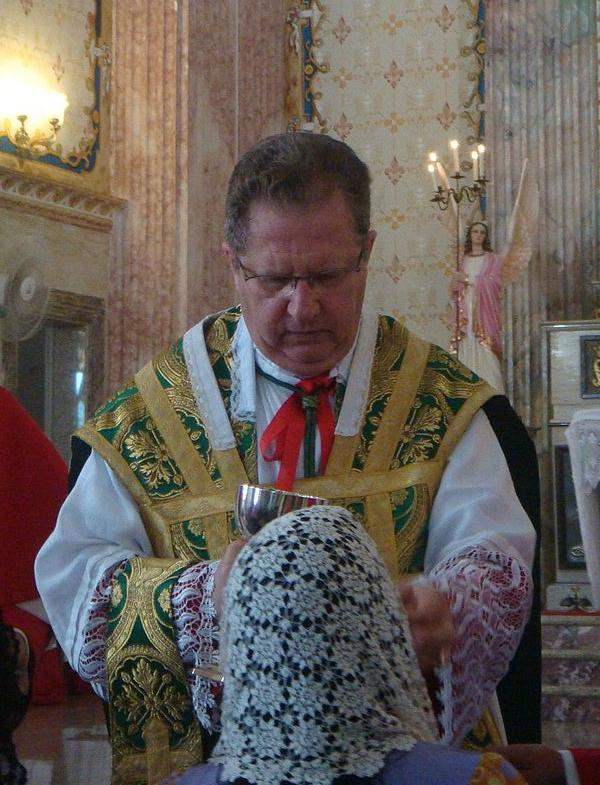
Fernando Areas Rifan (2013)

Bischofswappen

Fernando Arêas Rifan (* 25. Oktober 1950 in São Fidélis, Brasilien) ist ein römisch-katholischer Bischof und Apostolischer Administrator der Apostolischen Personaladministration St. Johannes Maria Vianney.

## Leben
Fernando Arêas Rifan empfing am 8. Dezember 1974 die Priesterweihe für das Bistum Campos und folgte dessen vormaligen Bischof, dem 1988 exkommunizierten Antônio de Castro Mayer, in die mit der Priesterbruderschaft St. Pius X. verbundene altritualistische „Priesterbruderschaft vom hl. Johannes Maria Vianney“ (União Sacerdotal São João Maria Vianney) sowie im Jahr 2002 deren unerlaubt geweihtem Bischof Licínio Rangel zurück in die volle Gemeinschaft der römisch-katholischen Kirche. Die Re-Union wurde möglich, nachdem die Römische Kurie die Errichtung einer Apostolischen Personaladministration der Altritualisten auf dem Gebiet und in den Grenzen der Diözese Campos dos Goytacazes, Rio de Janeiro (Brasilien), zugestanden und die postume Bestellung eines Nachfolgers von Bischof Rangel zugesichert hatte. Wegen schwerer Erkrankung erhielt Rangel am 28. Juni 2002 einen Bischofskoadjutor in der Person des zum Titularbischof von Cedamusa ernannten Fernando Arêas Rifan. Dieser empfing am 18. August 2002 von Kardinal Castrillón Hoyos, dem Präfekten der Kleruskongregation, und Licinio Rangel nach dem früheren Pontificale Romanum (in seiner 1962 gebrauchten Fassung) die Bischofsweihe; weiterer Kokonsekrator war der damalige Bischof von Nova Friburgo, Alano Maria Pena. Bischof Rifan übernahm mit dem Tod seines Vorgängers am 16. Dezember 2002 dessen Nachfolge als Apostolischer Administrator.
Rifan ist derzeit weltweit der einzige Bischof der mit Rom unierten Altritualisten und beschränkt seine Aktivitäten nicht auf Gebiet und Grenzen der Diözese Campos dos Goytacazes.

## Veröffentlichungen
- Tradition und lebendiges Lehramt, Pastorale Wegweisung. Renovamen Verlag, Bad Schmiedeberg 2021, ISBN 978-3-95621-155-3.